# Pingtang (socken i Kina)
Pingtang (kinesiska: 坪塘乡, 坪塘) är en socken i Kina. Den ligger i provinsen Sichuan, i den sydvästra delen av landet, omkring 450 kilometer söder om provinshuvudstaden Chengdu. Antalet invånare är 4 159. Befolkningen består av 1 920 kvinnor och 2 239 män. Barn under 15 år utgör 29,0 %, vuxna 15-64 år 57 %, och äldre över 65 år 12,0 %.
Genomsnittlig årsnederbörd är 1 047 millimeter. Den regnigaste månaden är juli, med i genomsnitt 266 mm nederbörd, och den torraste är januari, med 4 mm nederbörd.